# 塞凱伊自由日
塞凱伊自由日（匈牙利語：Székely Szabadság Napja）為羅馬尼亞塞凱伊匈牙利少數民族所慶祝的節日。於每年3月10日，在特爾古穆列什舉行慶祝活動，在塞凱伊地的其他區域及國際間也有相關慶祝活動。該節日為根據塞凱伊民族委員會於2012年1月6日的一項決議所設立。
委員會表示選擇3月10日是為了紀念1854年米哈伊·加爾菲（Mihály Gálffy）和卡洛伊·霍瓦特（Károly Horváth）及亞諾什·托羅克（János Török）在特爾古穆列什被處死。他們為塞凱伊革命者，於1848年戰敗後在布加勒斯特重聚，但後來被奧地利帝國當局抓獲並處死。
活動當天經常會有要求塞凱伊自治的抗議活動，這引起抗議者與羅馬尼亞當局之間的衝突，因此也有人對此表達不滿。此外，匈牙利的極右翼政黨及團體，如尤比克和六十四郡青年運動，也在早些時候參與此節日。匈牙利國內也出現支持塞凱伊人自治的抗議活動。
2020年，由於COVID-19大流行，與塞凱伊自由日有關的活動受到限制。同年，展開了向歐洲公民倡議徵集簽名的活動。這樣做的主要目的是希望歐盟能向羅馬尼亞匈牙利地區中的社區提供支持。